# Morze Białe
Morze Białe (ros. Бе́лое мо́ре) – morze śródlądowe, stanowiące część Oceanu Arktycznego, położone między Półwyspem Kolskim a wybrzeżem północnej Rosji. Ma około (w zależności od źródeł) 90–95 tys. km² powierzchni. Maksymalne głębokości przekraczają lokalnie 300 m, maksymalna (w zależności od źródeł) ok. 340–350 m w północnej części zatoki Kandałaksza, średnia głębokość (w zależności od źródeł) ok. 60–90 m. Zasolenie wody waha się w granicach 24–36‰. Charakteryzuje się licznymi zatokami przy lejkowatych ujściach rzek. Temperatura wód powierzchniowych waha się od 15 °C latem do -1,6 °C zimą, od końca sierpnia do połowy maja Morze Białe jest bardzo często pokryte lodem. Obfituje w ryby. Jego największym portem jest Archangielsk.
Poprzez Kanał Białomorsko-Bałtycki połączone jest z Bałtykiem i z wielkim systemem wodnym Bałtycko-Wołżańskim. Z Morzem Barentsa łączy je Cieśnina Gorło.
Cały obszar Morza Białego znajduje się pod rosyjską jurysdykcją i jest traktowany jako obszar wód wewnętrznych Rosji na zasadzie zatoki historycznej. Jest to wynikiem długotrwałego, efektywnego wykonywania przez Rosję zwierzchnictwa terytorialnego nad wodą zatoki, przy uznaniu tego faktu przez inne podmioty prawa międzynarodowego.

## Geografia

### Zatoki
W skład Morza Białego wchodzą cztery główne zatoki. Zatoka Kandałaksza na zachodzie. Na południu Zatoka Oneska, do której uchodzi rzeka Onega. Na południowym wschodzie Zatoka Dwińska, do której uchodzi rzeka Dwina w miejscu gdzie położony jest największy i najważniejszy port nad Morzem Białym – Archangielsk. We wschodniej części odnogi łączącej Morze Białe z Morzem Barentsa, naprzeciwko Półwyspu Kolskiego znajduje się Zatoka Mezeńska.

### Wyspy
Na Morzu Białym jest bardzo dużo wysp, choć większość z nich jest niewielkich rozmiarów. Główny archipelag to Wyspy Sołowieckie, położone niemal pośrodku basenu Morza Białego. Ważna jest też wyspa Kij w Zatoce Oneskiej, z powodu zabytkowego klasztoru. Wyspa Wielikij, położone blisko brzegu, jest największą wyspą w zatoce Kandałaksza.

## Historia
Morze Białe było znane mieszkańcom Nowogrodu już w XI wieku, miało duże znaczenie w XVI wieku jako jedyny akwen morski dostępny dla moskiewskiego handlu. Głównym kontrahentem wschodniej Rusi, który tam operował, była Kompania Moskiewska z siedzibą w Londynie.